# Кулемесово
Кулемесово — деревня в Вологодском районе Вологодской области на реке Едка.
Входит в состав Кубенского сельского поселения, с точки зрения административно-территориального деления — в Кубенский сельсовет.
Расстояние по автодороге до районного центра Вологды — 37 км, до центра муниципального образования Кубенского — 7 км. Ближайшие населённые пункты — Баралово, Мидяново, Илейкино, Коротково, Настасьино, Долгово.
По переписи 2002 года население — 13 человек.